# Hannie Termeulen
Johanna Maria Termeulen, detta Hannie (Wiesbaden, 18 febbraio 1929 – Amsterdam, 1º marzo 2001), è stata una nuotatrice olandese.
Specializzata nello stile libero, ha vinto due medaglie d'argento alle Olimpiadi di Helsinki 1952: nei 100 m sl e nella staffetta 4x100 m sl; quattro anni prima, a Londra 1948 aveva vinto il bronzo nella staffetta.

## Palmarès
- Olimpiadi
  - Londra 1948: bronzo nella staffetta 4x100 m sl.
  - Helsinki 1952: argento nei 100 m sl e nella staffetta 4x100 m sl.
- Europei di nuoto
  - 1947 - Montecarlo: argento nei 100 m sl e nella staffetta 4x100 m sl.
  - 1950 - Vienna: oro nella staffetta 4x100 m sl.